# 橋本鉄道部
橋本鉄道部（はしもとてつどうぶ）は、和歌山県橋本市の橋本駅構内にあった西日本旅客鉄道（JR西日本）の鉄道部の一つである。

## 概要
ローカル線の活性化と効率的な鉄道運営ができるように1991年4月1日から鉄道部制度を導入し、和歌山線五条駅（構内を除く） - 和歌山駅（構内を除く）間を橋本鉄道部が運営するように改められた。
和歌山支社が管轄していた。

## 乗務員乗務線区
- 和歌山線：和歌山駅 - 五条駅間

## 歴史
- 1991年（平成3年）4月1日：鉄道部制度に伴い、第2次鉄道部として発足[1][2]。
- 2009年（平成21年）6月1日：鉄道部制度見直しにより、橋本鉄道部を廃止、駅務部門は橋本駅に移管、乗務部門は橋本運転区（2012年、和歌山電車区に統合）を新設し移管した。